# Jean Margraff
Jean Margraff (n. 17 februarie 1876, Graçay, Centre-Val de Loire, Franța – d. 11 februarie 1959, Lunéville, Lorraine⁠(d), Franța) a fost un scrimer ce a reprezentat Franța, medaliat olimpic. A participat la o ediție a Jocurilor Olimpice (1920) în care a câștigat o medalie de argint.

## Participări
Lista de mai jos prezintă principalele competiții la care a participat Jean Margraff de-a lungul carierei.
- fencing at the 1920 Summer Olympics – men's team sabre[*]